# Susanna Clarke
Susanna Clarke är en brittisk författare som debuterade 2004 med romanen Jonathan Strange och Mr. Norrell. Debuten blev en succé och romanen tilldelades Hugopriset 2005. Boken utspelar sig under 1800-talet i England och handlar om hur de två magiker som nämns i titeln försöker återinföra magin i England.
Clarke har även gett ut en novellsamling, Ladies of Grace Adieu and Other Stories (2006), vars noveller utspelar sig i samma värld som Jonathan Strange och Mr. Norrell.
Clarkes andra roman, Piranesi, publicerades i september 2020 och erhöll Women's Prize for Fiction 2021.

## Privatliv och karriär före författarskap
Susanna Clarke föddes 1959 i Nottingham i England. Hennes far var metodistpastor. Som barn flyttade hon mycket och levde i olika städer i norra England och Skottland. Hon studerade vid Saint Hilda's College i Oxford. Clarke har haft varierande arbetsplatser inom publicering av faktalitteratur. Åren 1990–1991 arbetade hon som engelsklärare utomlands, först i Turin, Italien, och sedan i Bilbao, Spanien. Efter detta återvände hon till England och började bearbeta sin debutroman Jonathan Strange och Mr. Norrell. Mellan åren 1993 och 2003 arbetade Clarke hos Schuster Simon & Schuster i Cambridge.
Susanna Clarke bor i Cambridge med sin man Colin Greenland, även han är författare.

## Författarskap
Innan Clarkes debutroman kom ut år 2004 hade hon redan gett ut sju fantasynoveller i olika antologier i USA. En av dem, Mr. Simonelli, or the Fairy Widower, var nominerad till World Fantasy Award-priset. Clarke började skriva sin roman år 1993 och det tog tio år för henne att fullfärdiga den, vilket hon anser är en otrolig tidsmängd att använda till någonting. Boken är tillägnad författarens bror Paul Frederick Gunn Clarke, som dog år 2000 innan boken hann komma ut.
Det var Clarkes roman som gjorde henne känd runt omkring i världen. I en intervju berättar hon att hon hade mycket måttliga förväntningar på sin bok på grund av sin erfarenhet inom publikationsbranschen. Att romanen blev en succé var en överraskning, samt att läsarna har varit av så varierande slag. Boken har lästs av både gamla och unga, män och kvinnor samt fantasyfans och av dem som aldrig läser fantasylitteratur. Detta är hon mycket tacksam över.
Att en bok med 800 sidor om 1800-talens magiker och älvor skulle erövra bestsellerlistorna var en överraskning i allmänhet. Ändå blev den ett stort fenomen och vann eller blev nominerad till ett antal priser. Romanen vann till exempel år 2005 Hugo-priset samt British Book Award Newcomer of the Year-priset. Den har även översatts till många olika språk och väckt intresse inom filmindustrin. Mycket av succén baserar sig på att Clarke har lyckats kombinera många olika element i sin bok, såsom magi, samhället och historiska perioden. Boken är rolig och klok men även vetenskaplig. Clarke har berättat att hon sökte mycket historiskt material till boken och hon särskilt njöt av att läsa om militärhistoria.
Clarkes lista av inspirerande författare innehåller såväl klassiker som kända fantasyförfattare. Hennes favoritförfattare är Jane Austen, eftersom hon uppnådde perfektion så nära som det är möjligt i sina böcker, anser Clarke. Men hon har även påverkats av Charles Dickens, fantasyförfattarna Neil Gaiman och J.R.R. Tolkien, serietidningsförfattaren Alan Moore samt skrivarna bakom tv-serien Buffy och vampyrerna. Hon har alltid tyckt om magiker, ända sedan hon läste C.S. Lewis böcker om Narnia när hon var barn. I BBC Nottinghams intervju berättar författaren att fastän hon inte vet orsaken har magiker alltid fascinerat henne. Kanske beror det på att magiker vet saker som vanliga människor inte känner, de lever i stökiga rum där de har en mängd konstiga föremål. Trots att det finns bara två magiker i Narnia-berättelserna, där den ena är vek och elak och den andra knappt spelar någon roll, var hon ändå intresserad av just dem. Clarke säger dock att hennes magiker närmast liknar magikerna från Ursula Le Guins Övärld-serie.
Efter Jonathan Strange och Mr. Norrell gav Clarke ut en samlingsvolym av sina noveller, The Ladies of Grace Adieu and Other Stories, år 2006. Alla utspelar sig i samma värld som romanen och många även under samma tidsperiod. Det finns till och med bekanta karaktärer från romanen, som Wellington, John Uskglass och Jonathan Strange. Magin är starkt med i novellerna men berättelserna handlar särskilt om relationerna mellan människorna och älvorna.
Clarke håller på att skriva en fortsättning till Jonathan Strange och Mr. Norrell, men den berättelsen kommer att kretsa runt andra personer än Strange och Norrell, samt utspela sig några år efter slutet av förra romanen. Clarke har uppgett tristess och en rastlös, påträngande fantasi som orsaker till att hon blev författare. Hon har alltid kunnat föreställa sig mera intressanta platser än där hon var, och mera intressanta människor än hon själv. Detta ledde till berättelser och deras nedskrivande.

## Jonathan Strange och Mr. Norrell
Boken har översatts till svenska och gavs ut i maj 2005 av Norstedts förlag. Översättningen har gjorts av Jimmy Hofsö.
Handling: En gång i tiden existerade magin och då var den största magikern the Raven King. Men i början av 1800-talets England tror man inte på magin längre. I mitten av Napoleonkriget uppenbarar sig Mr Norrell och med honom väcks magin igen. Han övertalas att hjälpa i kriget och tar sig en lärling, den begåvade Jonathan Strange. Men det uppstår rivalitet mellan båda magikerna, eftersom Strange vill återuppliva den gamla magin i England. Denna obetänksamma önskan hotar inte bara hans vänskap med Mr Norrell utan även det han håller kärt.

## The Ladies of Grace Adieu and Other Stories
Innehåller åtta noveller som utspelar sig i samma värld som romanen Jonathan Strange och Mr. Norrell. De flesta novellerna utspelas även på 1800-talet, fastän några befinner sig på 1500- och 1700-talet. Några innehåller bekanta personer från romanen, som till exempel titelnovellen med Jonathan Strange som en av karaktärerna. Clarke etablerar en värld med långa magiska rötter genom att skriva en introduktion av en påhittad professor James Sutherland. Förhållanden mellan älvorna och människovärlden är i fokus. Clarke beskriver älvorna ibland som farliga och mörka, ibland som harmoniska och ibland med humor.
Novellerna:
- The Ladies of Grace Adieu
- On Lickerish Hill
- Mrs Mabb
- The Duke of Wellington Misplaces His Horse
- Mr Simonelli or The Fairy Widower
- Tom Brightwind or How The Fairy Bridge Was Built at Thoresby
- Antickes and Frets
- John Uskglass and the Cumbrian Charcoal Burner